# Johann Jakob Hofmann (Zeichner)

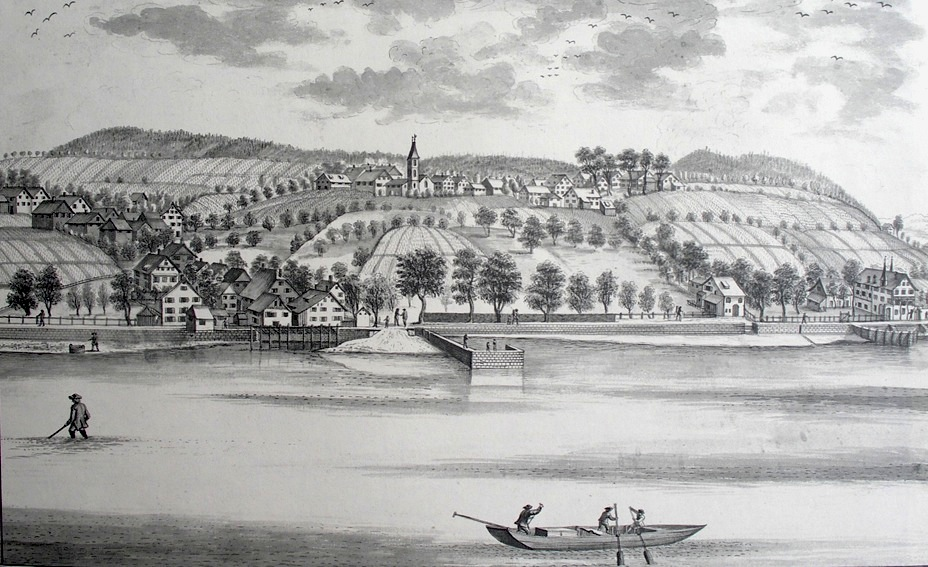
Johann Jakob Hofmann: Ansicht von Zollikon am Zürichsee, 1771/1772

Johann Jakob Hofmann (* 1730 in Wädenswil; † 1772 in Zürich) war ein Schweizer Kunstmaler, Zeichner und Kupferstecher.
Er wurde 1730 in Wädenswil als Sohn einer Hafnerfamilie geboren und arbeitete von 1748 bis 1766 als Ofenmaler und Kunsthandwerker. Heute sind noch zwanzig Kachelöfen erhalten, die ihm zugeordnet werden. Nach 1766 arbeitete er nur noch als Zeichner und fertigte Panoramen und Prospekte. Hofmann verstarb 1772.
Er schuf vor allem Landschafts-Veduten und Panoramen. Trotz technischer Schwächen kann seinem Schaffen etwa aufgrund der Originalität der Blickwinkel ein künstlerischer Wert beigemessen werden. Weit bedeutender ist jedoch der dokumentarische Wert, besonders seiner Ansichten der Stadt Zürich und der Ortschaften am Zürichsee. Es handelt sich um eine der umfassendsten Dokumentationen der Region im 18. Jahrhundert. Sie umfasst 61 grossformatige lavierte Tuschzeichnungen. Davon zeigen 21 die Stadt Zürich, die übrigen 40 die Dörfer, Landgüter und Uferpartien rund um den Zürichsee.
2013 erwarb die Zentralbibliothek Zürich von einem Zürcher Antiquariat ein bisher unbekanntes Panorama des unteren Zürichseebeckens. Die leicht grau kolorierte Federzeichnung ist weder datiert noch signiert. Aufgrund der Stadtansicht muss sie zwischen 1732 und 1763 entstanden sein. Stilistische Parallelen zu einem „Zürichsee-Album“ im Bestand der Graphischen Sammlung der ZB lassen darauf schliessen, dass sie ebenfalls von Hofmann stammt.

## Werke (Auswahl)
- Prospect von Statt und Zürich See, 1771–1772